# Pseudocallidium obscuriaeneum
Pseudocallidium obscuriaeneum är en skalbaggsart som beskrevs av Hayashi 1969. Pseudocallidium obscuriaeneum ingår i släktet Pseudocallidium och familjen långhorningar.
Artens utbredningsområde är Taiwan. Inga underarter finns listade i Catalogue of Life.